# Repêchage d'expansion de la LNH 1979
Ne pas confondre avec le repêchage d'entrée dans la LNH 1979.
1974 1991
Le repêchage d'expansion de la LNH de 1979 est le cinquième repêchage spécial de l'histoire de la Ligue nationale de hockey (LNH).

## Contexte
Après presque une décennie de rivalité avec la LNH, l'Association mondiale de hockey (AMH) finit par annoncer la fin de ses activités au terme de la saison 1978-1979. Il ne reste plus que six clubs et depuis déjà 1976, la plupart d'entre eux sont au bord de la faillite à cause des contrats importants proposés aux joueurs pour les éloigner de la LNH. Par exemple, Bobby Hull a bénéficié d'un contrat d'un million de dollars, somme très importante pour l'époque, de la part des Jets de Winnipeg. L'AMH souffre également des changements constants de propriétaires, des relocalisations fréquentes et du manque de soutien des supporters qui en découle.
En outre, bien que quelques vedettes de la LNH aient fait le saut dans l'AMH, la majorité des joueurs sont initialement destinés à faire carrière dans les ligues mineures et collégiales, qui sont bien incapable de supporter des grandes vedettes, par manque de talent. La LNH et l'AMH comptent à elles deux 30 équipes pour l'unique bassin de joueurs nord-américain qui, malgré sa richesse, ne peut fournir à lui seul assez de joueurs de qualité pour garantir deux ligues d'élite. C'est ainsi que l'AMH écrit la dernière ligne de son histoire le 22 mars 1979 en acceptant le transfert de quatre de ses six équipes rescapées, soit les Nordiques de Québec, les Oilers d'Edmonton, les Jets de Winnipeg et les Whalers de la Nouvelle-Angleterre (renommés, après insistances de la part des Bruins de Boston, les Whalers de Hartford). Les deux formations restantes, les Bulls de Birmingham et les Stingers de Cincinnati, sont payées pour être dissoutes.

## Le «repêchage de réclamation»
L'arrivée des quatre nouvelles formations entraîne la tenue du repêchage d'expansion de la LNH de 1979. La LNH refuse que les clubs de l'AMH joignent ses rangs avec l'alignement qu'ils avaient dans la ligue rivale. En effet, elle souhaite permettre aux équipes qui ont jadis perdu des joueurs aux mains d'un club de l'AMH de pouvoir les récupérer, car elles détiennent toujours les droits sur ces derniers (bien que ces équipes n'aient pas pu utiliser ces droits pour contraindre ces joueurs à revenir à elles pendant l'existence de la ligue rivale, en vertu d'un jugement de la cour donnant raison à l'AMH). Une première séance tenue au début du mois de juin 1979 permet aux 17 clubs établis de récupérer leurs effectifs perdus. Tous les joueurs restant de l'AMH sont disponibles pour ce repêchage, ceux des Bulls et des Stingers inclus, à condition qu'un club de la LNH ne détienne des droits sur ces joueurs. Voici la liste des joueurs qui furent réassignés à leur ancien club de la LNH :
| Franchises de la LNH     | Joueurs              | Clubs d'origine (AMH)  |
| ------------------------ | -------------------- | ---------------------- |
| Flames d'Atlanta         | Kent Nilsson         | Jets de Winnipeg       |
| Bruins de Boston         | Mark Howe            | Whalers de Hartford    |
| Sabres de Buffalo        | Dave Dryden          | Oilers d'Edmonton      |
| Black Hawks de Chicago   | John Garrett         | Whalers de Hartford    |
| Black Hawks de Chicago   | Bobby Hull           | Jets de Winnipeg       |
| Black Hawks de Chicago   | Terry Ruskowski      | Jets de Winnipeg       |
| Rockies du Colorado      | Doug Berry           | Oilers d'Edmonton      |
| Red Wings de Détroit     | Wes George           | Oilers d'Edmonton      |
| Red Wings de Détroit     | Glenn Hicks          | Jets de Winnipeg       |
| Red Wings de Détroit     | George Lyle          | Whalers de Hartford    |
| Red Wings de Détroit     | Barry Long           | Jets de Winnipeg       |
| Kings de Los Angeles     | Steve Carlson        | Oilers d'Edmonton      |
| North Stars du Minnesota | Eddie Mio            | Oilers d'Edmonton      |
| North Stars du Minnesota | Paul Shmyr           | Oilers d'Edmonton      |
| North Stars du Minnesota | Cal Sandbeck         | Oilers d'Edmonton      |
| North Stars du Minnesota | Dave Semenko         | Oilers d'Edmonton      |
| North Stars du Minnesota | Greg Tebbutt         | Nordiques de Québec    |
| Canadiens de Montréal    | Al Hangsleben        | Whalers de Hartford    |
| Canadiens de Montréal    | Alain Côté           | Nordiques de Québec    |
| Canadiens de Montréal    | Danny Geoffrion      | Nordiques de Québec    |
| Canadiens de Montréal    | Peter Marsh          | Jets de Winnipeg       |
| Islanders de New York    | Dave Langevin        | Oilers d'Edmonton      |
| Islanders de New York    | Garry Lariviere      | Nordiques de Québec    |
| Islanders de New York    | Markus Mattsson      | Jets de Winnipeg       |
| Islanders de New York    | Kelly Davis          | Oilers d'Edmonton      |
| Rangers de New York      | Jim Mayer            | Oilers d'Edmonton      |
| Rangers de New York      | Warren Miller        | Whalers de Hartford    |
| Flyers de Philadelphie   | Dennis Sobchuk       | Oilers d'Edmonton      |
| Penguins de Pittsburgh   | Paul Baxter          | Nordiques de Québec    |
| Penguins de Pittsburgh   | Kim Clackson         | Jets de Winnipeg       |
| Penguins de Pittsburgh   | Morris Lukowich      | Jets de Winnipeg       |
| Blues de Saint-Louis     | Risto Siltanen       | Oilers d'Edmonton      |
| Blues de Saint-Louis     | Chris Bordeleau      | Nordiques de Québec    |
| Blues de Saint-Louis     | Scott Campbell       | Jets de Winnipeg       |
| Blues de Saint-Louis     | Mike Liut            | Stingers de Cincinnati |
| Maple Leafs de Toronto   | Stan Weir            | Oilers d'Edmonton      |
| Maple Leafs de Toronto   | Jordy Douglas        | Whalers de Hartford    |
| Maple Leafs de Toronto   | Rick Ley             | Whalers de Hartford    |
| Canucks de Vancouver     | John Hughes          | Oilers d'Edmonton      |
| Capitals de Washington   | Bengt-Åke Gustafsson | Oilers d'Edmonton      |
| Capitals de Washington   | Paul MacKinnon       | Jets de Winnipeg       |

## Le repêchage d'expansion
Les autres joueurs en provenance de l'AMH sont rendus disponibles le 8 juin 1979 pour un repêchage de dispersion. Les joueurs des équipes dissoutes des Bulls et des Stingers peuvent être repêchés par les équipes migrantes des Nordiques, Whalers, Oilers et Jets.
Enfin, le 13 juin a lieu le repêchage d'expansion. Les quatre nouvelles équipes, afin de compléter leur effectif pour la saison 1979-1980, choisissent des joueurs que les autres clubs de la LNH ont laissé sans protection. Parmi ces joueurs, plusieurs sont ceux retournés à leur ancienne équipe et qui, étant devenus superflus, sont laissés sans protection. Chaque club peut choisir 2 gardiens et 15 patineurs. Cependant, chacun des quatre nouveaux venus a le droit de protéger jusqu'à quatre de ses joueurs de leur alignement de l'AMH (sélections prioritaires). Ces derniers sont exemptés de l'obligation de se rapporter au club de la LNH détenant leurs droits, cas échéant. Les Jets choisissent les premiers, suivis dans l'ordre par les Oilers, les Whalers et les Nordiques puis l'ordre de sélection est inversé à chaque nouveau tour :

### Choix des Jets de Winnipeg
- Sélections prioritaires : Markus Mattsson, Morris Lukowich et Scott Campbell.

- Choix au repêchage : Peter Marsh (Canadiens), Lindsay Middlebrook (Rangers), Bobby Hull (Black Hawks), Al Cameron (Red Wings), Dave Hoyda (Flyers), Jim Roberts (North Stars), Lorne Stamler (Maple Leafs), Mark Heaslip (Kings), Pierre Hamel (Maple Leafs), Gord McTavish (Blues), Gord Smith (Capitals), Clark Hamilton (Red Wings), Jim Cunningham (Flyers), Dennis Abgrall (Kings), Bill Riley (Capitals), Gene Carr (Flames) et Hilliard Graves (Canucks).

- Alignement de 1978-1979 : Peter Sullivan, Willy Lindström, Bill Lesuk, Lyle Moffat, Robert Guindon, John Gray, Paul Terbenche, Mike Amodeo, Bill Davis, Lars-Erik Sjöberg, Gary Smith, Joe Daley, Jamie Hislop, Ron Wilson, Barry Legge, Craig Norwich, Dale Yakiwchuk et Barry Melrose.

### Choix des Oilers d'Edmonton
- Sélections prioritaires : Dave Dryden, Eddie Mio, Wayne Gretzky et Bengt-Åke Gustafsson (la LNH dénia le choix de Gustafsson après le repêchage).

- Choix au repêchage : Cam Connor (Canadiens), Lee Fogolin (Sabres), Pat Price (Islanders), Colin Campbell (Penguins), Larry Brown (Kings), Pete Lopresti (North Stars), Ron Areshenkoff (Sabres), Inge Hammarström (Blues), John Gould (Flames), Doug Hicks (Black Hawks), Tom Edur (Penguins), Wayne Bianchin (Penguins), Mike Forbes (Bruins), Doug Favell (Rockies), Doug Patey (Capitals) et Bob Kelly (Black Hawks).

- Alignement de 1978-1979 : Blair MacDonald, Brett Callighen, Ron Chipperfield, Stan Weir, Peter Driscoll, Joe Micheletti, Al Hamilton, Dave Hunter, Dan Newman, Dave Lumley, Pierre Guité, Kari Makkonen, Mark Miller, Hannu Kampurri, Ed Walsh, Cal Sandbeck, Byron Baltimore, Reg Thomas, Bryan Watson, Dave Forbes et Michel Parizeau.

### Choix des Whalers de Hartford
- Sélections prioritaires : John Garrett, Jordy Douglas et Mark Howe.

- Choix au repêchage : Al Hangsleben (Canadiens), Nick Fotiu (Rangers), Rick Ley (Maple Leafs), Al Sims (Bruins), Jean Savard (Black Hawks), Ralph Klassen (Rockies), Rick Hodgson (Flames), Kevin Kemp (Maple Leafs), Bill Bennett (Bruins), Bernie Johnston (Flyers), Brian Hill (Flames), David Given (Sabres), Maynard Schurman (Flyers), Nick Beverley (Rockies), Norm Lapointe (Canucks) et Don Kozak (Canucks).

- Alignement de 1978-1979 : André Lacroix, Michael Rogers, Dave Keon, Gordie Roberts, Mike Antonovich, John McKenzie, Blaine Stoughton, Marty Howe, Ron Plumb, Dave Inkpen, Larry Pleau, Al Smith, Jeff Brubaker, Byron Shutt, Bob Stephenson, Steve Alley, Tony Cassolato, Al MacLeod et Steve Richardson.

### Choix des Nordiques de Québec
- Sélections prioritaires : Richard Brodeur, Paul Baxter et Garry Lariviere.

- Choix au repêchage : Dave Farrish (Rangers), Gerry Hart (Islanders), Ron Low (Red Wings), Pierre Plante (Rangers), Blair Stewart (Capitals), John Baby (North Stars), John Smrke (Blues), Dave Parro (Bruins), Ken Kuzyk (North Stars), Roland Cloutier (Red Wings), Terry Martin (Sabres), Jamie Masters (Blues), Hartland Monahan (Kings), Ron Andruff (Rockies), Alain Côté (Canadiens) et Lars Zetterström (Canucks).

- Alignement de 1978-1979 : Réal Cloutier, Marc Tardif, Serge Bernier, Richard Leduc, Bob Fitchner, Paulin Bordeleau, Curt Brackenbury, François Lacombe, Dale Hoganson, Norm Dubé, René LeClerc, Gilles Bilodeau, Kevin Morrison, Wally Weir, Richard David, Jim Corsi, Louis Levasseur, Pierre Lagacé, Robbie Ftorek, Bill Gilligan, Paul Stewart, Michel Dion, Dave Dorneif et Peter Marrin.

## L'après-repêchage
De très nombreuses transactions, certaines plutôt douteuses[En quoi ?], ont été faites par ces quatre équipes afin que leurs anciens joueurs soient de retour pour leur début dans la LNH. Finalement, ces quatre équipes dont la saison à venir était prédite comme difficile ont réussi de façon honorable, les Oilers et Whalers atteignant même les séries éliminatoires. Avec tous les changements que cette fusion apporta à la LNH, notamment sur ce qui a trait au repêchage d'entrée de la ligue (voir repêchage d'entrée dans la LNH 1979), l'expansion de 1979 marque le début d'une nouvelle ère dans la LNH.